# Điện dung
Nếu đặt vào hai bản cực dẫn điện của tụ điện một điện áp thì các bản cực này sẽ tích các điện tích trái dấu. Khoảng không gian này sẽ tích lũy một điện trường, điện trường này phụ thuộc vào điện dung của tụ điện.

## Công thức tính
Vậy, điện dung là đại lượng đặc trưng cho khả năng tích điện của tụ điện, được tính theo công thức {\displaystyle C={\frac {q}{U}}} hay {\displaystyle C={\frac {dq}{dU}}} trong đó C là điện dung của tụ điện, đơn vị là Fara (F), theo đó thì 1F là điện dung của một tụ điện mà khi hiệu điện thế giữa hai bản tụ là 1V thì điện tích của tụ điện là 1C.

## Công thức tính điện dung của tụ điện có cấu tạo đặc biệt
Với C là điện dung của tụ điện (F), ε là hằng số điện môi của lớp cách điện giữa hai bản tụ, ε₀, k là hằng số điện với {\displaystyle \varepsilon _{0}={\frac {1}{4\pi k}}} và {\displaystyle k\approx 9.10^{9}{\frac {Nm^{2}}{C^{2}}}}, ta có công thức tính điện dung của các tụ điện có cấu tạo đặc biệt như sau:

### Tụ điện phẳng
{\displaystyle C={\frac {\varepsilon \varepsilon _{0}S}{d}}={\frac {\varepsilon S}{4\pi kd}}}
- d là chiều dày của lớp cách điện hay khoảng cách giữa hai bản tụ (m).
- S là diện tích bản tụ (m²).

### Tụ điện trụ
{\displaystyle C={\frac {2\pi h\varepsilon _{0}}{\ln {\frac {R_{2}}{R_{1}}}}}}
- h là chiều cao của bản tụ (m).
- R₁ là bán kính tiết diện mặt trụ trong, R₂ là bán kính tiết diện mặt trụ ngoài.

### Tụ điện cầu
{\displaystyle C={\frac {4\pi \varepsilon _{0}R_{1}R_{2}}{R_{2}-R_{1}}}}
- R₁ là bán kính mặt cầu trong, R₂ là bán kính mặt cầu ngoài.

## Điện dung của một bộ tụ điện
Ghép song song: {\displaystyle C=\Sigma C_{i}}
Ghép nối tiếp: {\displaystyle {\frac {1}{C}}=\Sigma {\frac {1}{C_{i}}}}

## Dung kháng của tụ điện
Dung kháng của tụ điện: Zc = 1/ωC = 1/2πfC
Đối với tụ điện lý tưởng không có dòng qua hai tấm bản cực tức là tụ điện không tiêu thụ công suất. Nhưng thực tế vẫn có dòng từ cực này qua lớp điện môi đến cực kia của tụ điện, vì vậy trọng tụ có sự tổn hao công suất. Thường sự tổn hao này rất nhỏ và người ta thường đo góc tổn hao (tgδ) của tụ để đánh giá tụ điện.
Để tính toán, tụ điện được đặc trưng bởi một tụ điện lý tưởng và một thuần trở mắc nối tiếp nhau (đối với tụ có tổn hao ít) hoặc mắc song song với nhau (đối với tụ có tổn hao lớn), trên cơ sở đó xác định góc tổn hao của tụ.